# Somatina aequidiscata
Somatina aequidiscata là một loài bướm đêm trong họ Geometridae.